# Karel Verleye
Karel Verleye (kloosternaam pater Antonius) (Mechelen, 17 april 1920 - Damme, 27 februari 2002) was medestichter van het Europacollege in Brugge in 1949 samen met Hendrik Brugmans.
Hij was 64 jaar capucijn en 58 jaar priester. In 1945 werd hij lector filosofie aan het seminarie van zijn Orde in Brugge. In 1956 stichtte hij het Europacentrum 'Ryckevelde' ( = het huidige 'Europahuis Ryckevelde'). Hij had de overtuiging dat de Europese Unie meer aandacht moest besteden aan de sociale, religieuze, culturele en ethische factoren van de Europese eenwording. Ideeën die hij in de eerste plaats wilde overbrengen op de jeugd van de middelbare scholen.
Hij schreef onder andere het boek 'Brugfiguren voor een verdeeld Europa', waarin hij zocht naar de gemeenschappelijke punten tussen Oost- en West-Europa. Hij voorzag de problemen waarmee Europa na de val van het communisme zou af te rekenen krijgen.

## Publicaties
- Federalisme en federalistische bewegingen, Antwerpen, 1947
- Pie XII et l'intégration de l'Europe, 1953.
- Kontinent zonder droom: kritieken van jongeren op het gevestigd Europa, Brugge, 1970.
- Brugfiguren voor een verdeeld Europa: Cyrillus en Methodus, Sijsele, 1982
- De stichting van het Europa College te Brugge, Brugge, 1989.

## Onderscheidingen
- Lid van de Europese Eresenaat van de Unie van Europese Federalisten (1971)
- Bundesverdienstkreuz (1990)
- CDE-Europaprijs (1991)
- Palmes Académiques (Frankrijk) (1997)
- Commandeur in de Kroonorde (2000).

Sinds 2002 wordt jaarlijks de 'Prijs Karel Verleye' door Ryckevelde uitgereikt. Hiermee worden studenten hoger onderwijs bekroond voor een thesis over de zogeheten 'vergeten factoren' of de relatie tussen Europa en zijn burgers.